# 高知県立のいち動物公園

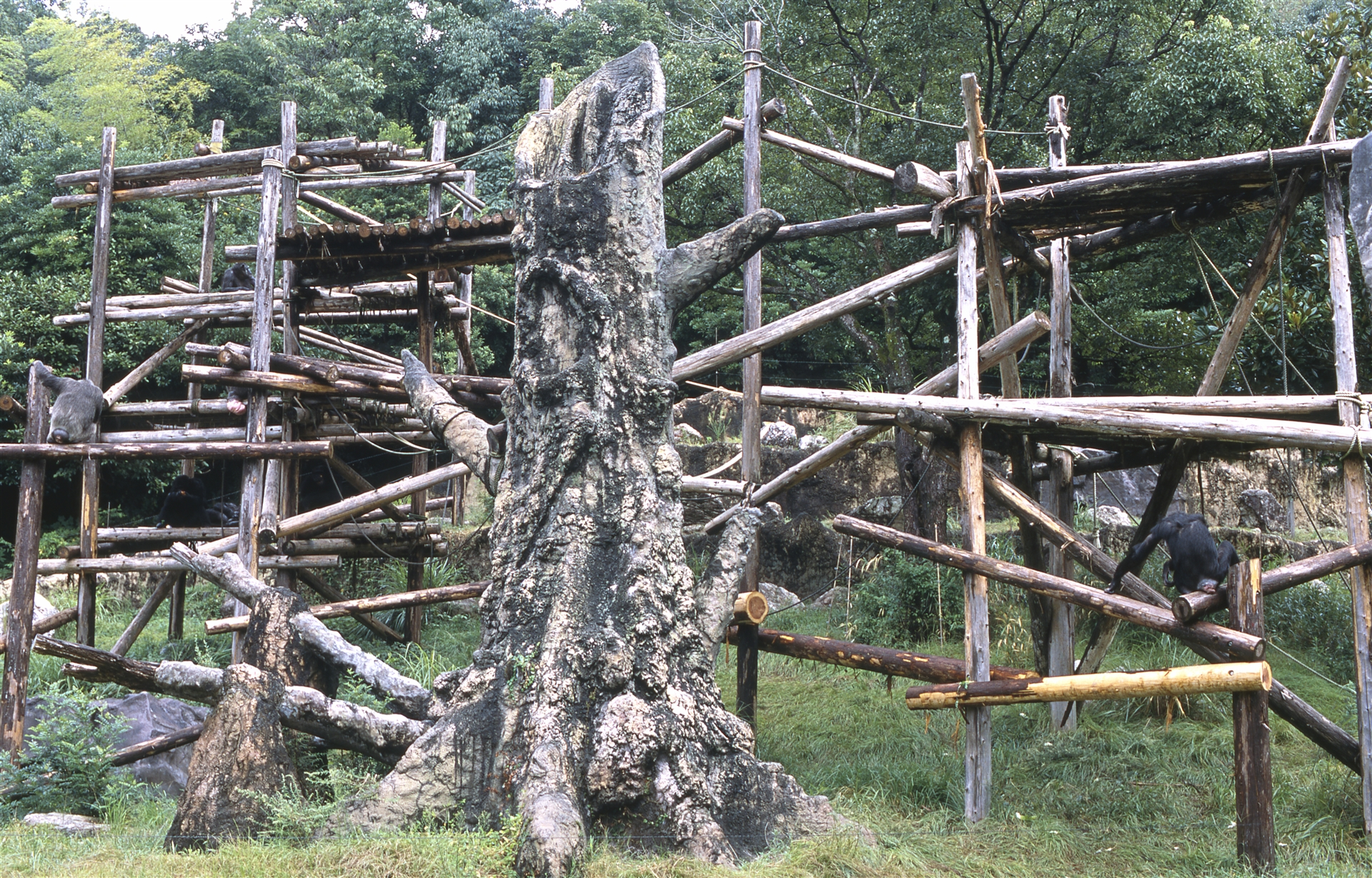
チンパンジー舎

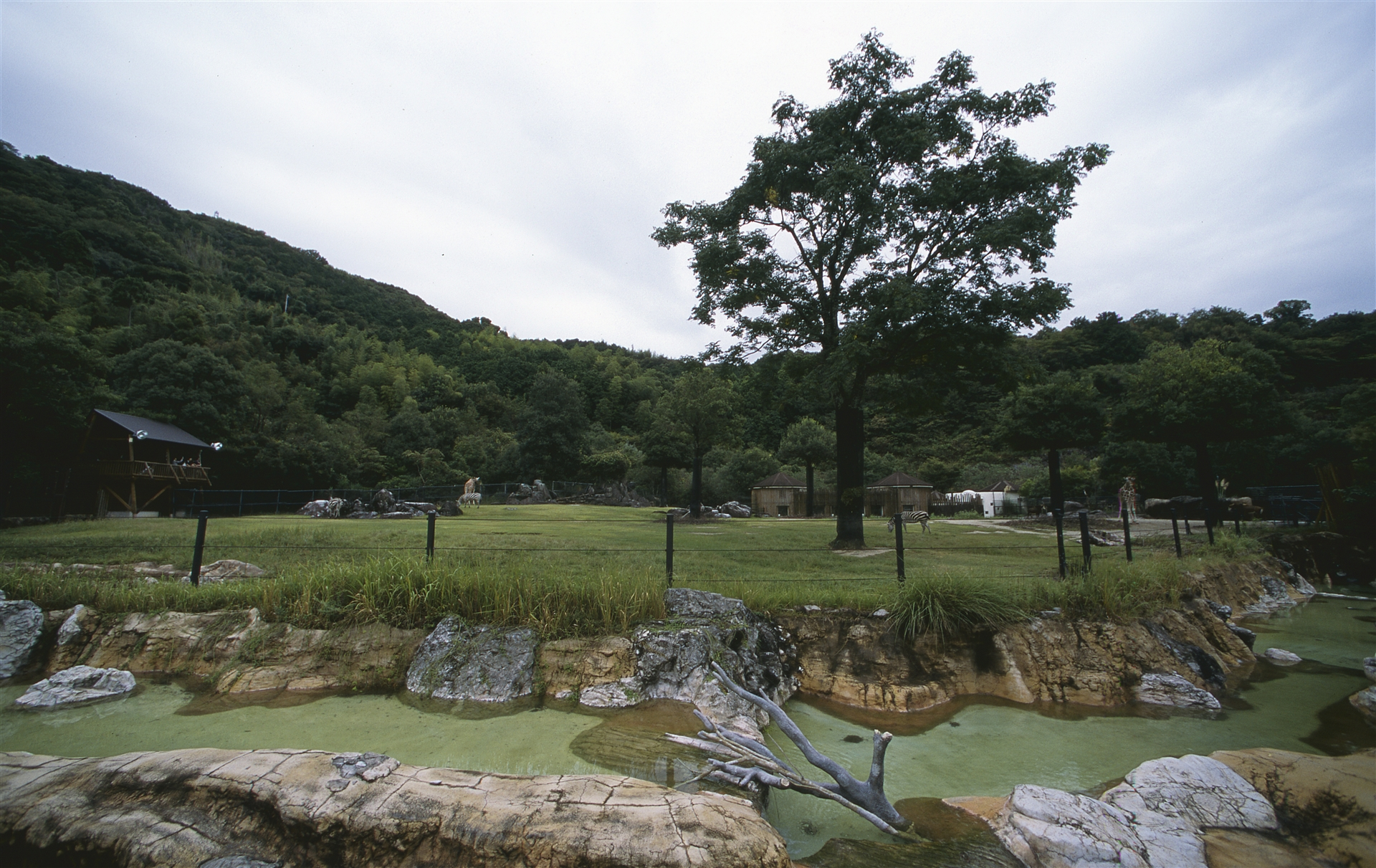

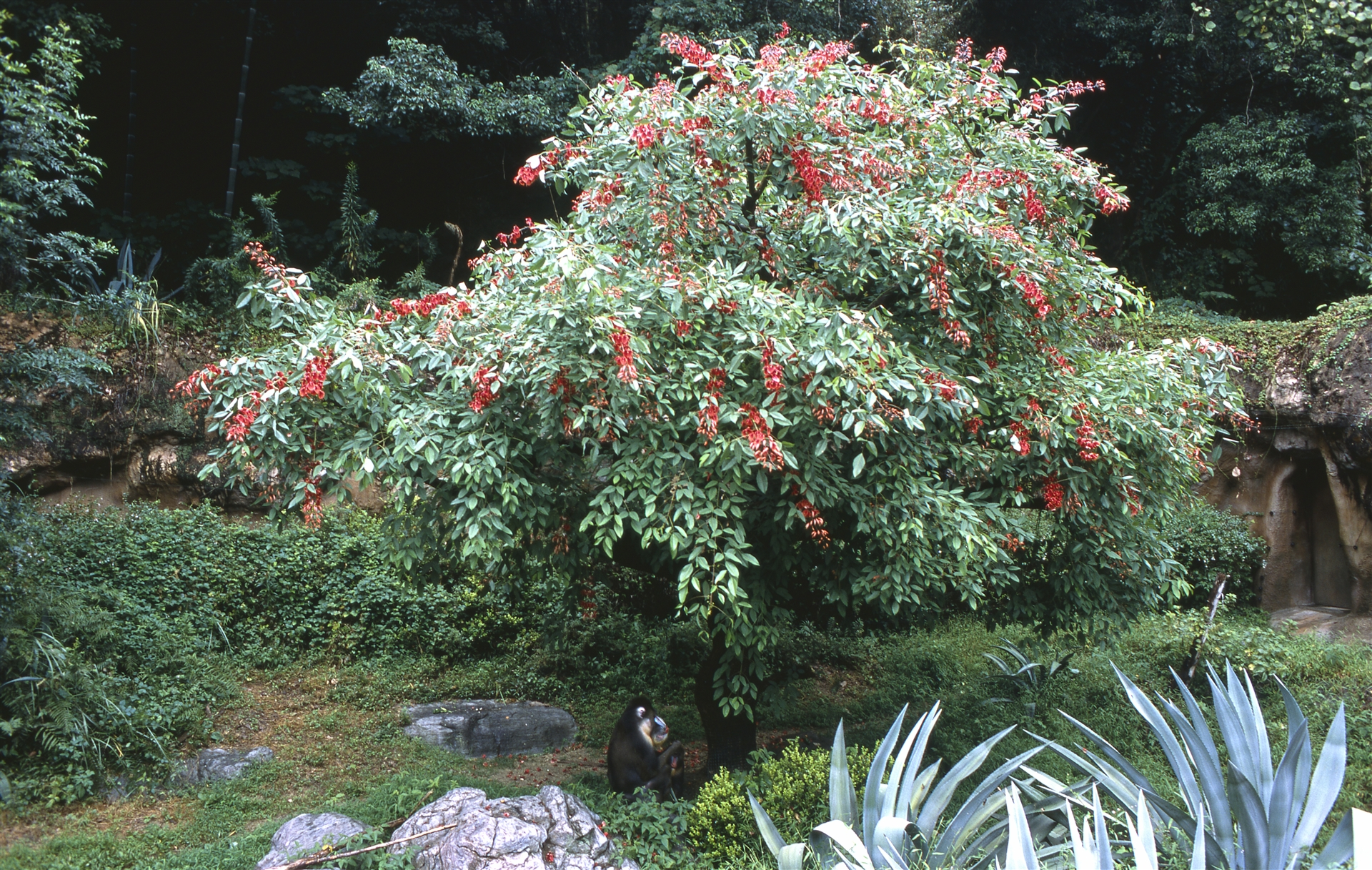
マンドリル舎

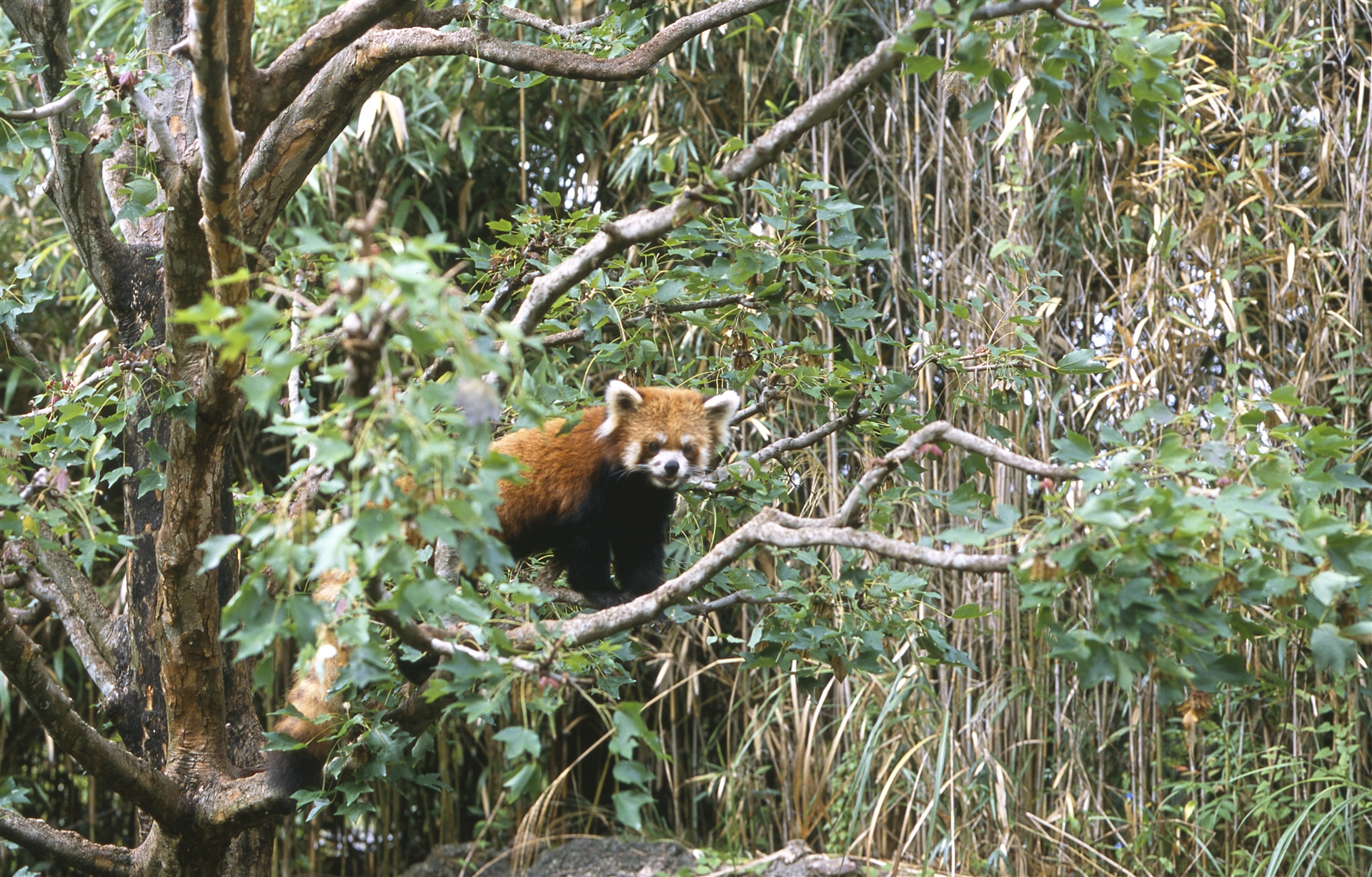

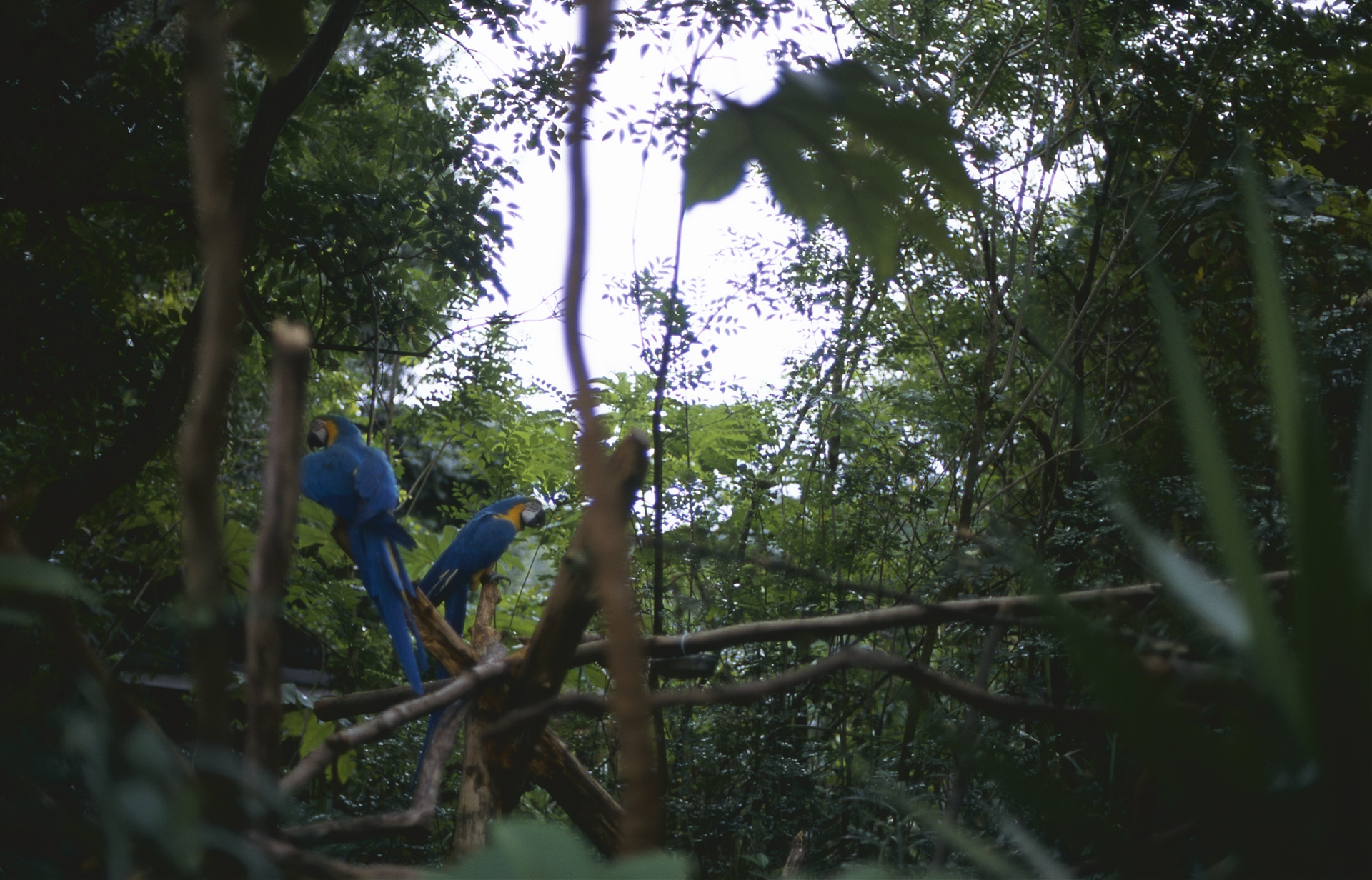

高知県立のいち動物公園（こうちけんりつのいちどうぶつこうえん、Noichi Zoological Park of Kochi Prefecture）は、高知県香南市（旧香美郡野市町）にある動物園。

## 施設
テーマは「人も動物もいきいきと」。カワウソの国内血統管理園・バイオドーム展示が、特徴の動物園である。2011年、日本経済新聞の「生態がよくわかる動物園」ランキングで、園の「ジャングルミュージアム」が日本国内10位に入った。本格的な熱帯雨林の環境を屋内施設に再現している。
- 4月「チンパンジー双子の誕生日会」8,9,10月「のいちdeナイト」11月「どんぐり感謝祭」が動物たちを学べるイベントとして開催されている。
- 7月「氷のプレゼント」12月「クリスマスケーキのプレゼント」2月「恵方巻のプレゼント」が季節イベントとして開催されている。

## 開園時間
午前9時30分〜午後5時（入園は午後4時まで）
- 休園日
  - 毎週月曜日（祝日の場合はその翌日）
  - 年末年始休（12月29日〜1月1日）

## 入場料
2019年10月改定。
- 大人／470円
- 団体（有料20名以上）／370円（2割引）
- 年間パスポート（1,570円）
- 次に掲げる者は入園料が免除（無料）となる。
  - 身体障害者手帳、療育手帳、精神障害者保健福祉手帳、戦傷病者手帳、被爆者健康手帳のいずれかの交付を受ける者
  - 高知県が発行する高知県長寿手帳を持つ65歳以上の者または高知市が発行する高知市長寿手帳を持つ65歳以上の者
  - 高知県知事が発行する高知県観光特使の名刺を持参し裏面を提示した者（持参人1人につき4人まで対象）
  - 18歳未満または高校生以下

## アクセス
土佐くろしお鉄道ごめん・なはり線のいち駅より香南市営バス「のいち動物公園前」下車すぐ（土休日のみ運行）

## 年表
以下は『高知県立のいち動物園30周年記念誌 人も動物もいきいきと』による。
- 1991年（平成3年）
  - 11月1日、開園式。
  - 11月3日、一般公開。
- 1992年（平成4年）
  - 1月 、来園者数30万人達成。
  - 3月、コウモリ舎、オープン。
- 1994年（平成6年）来園者数50万人達成。
  - 7月、「のいち動物公園友の会」発足。
- 1995年（平成7年）
  - 7月、ジャングルミュージアム、オープン。
- 1996年（平成8年）
  - 9月、来園者数100万人達成。
  - 11月、ギンバシベニフウキンチョウの国内初繁殖に成功。後に繁殖賞受賞。
- 1997年（平成9年）
  - 2月、ドウグロタマリンの自然繁殖成功。後に繁殖賞受賞。
  - 7月、アフリカ・オーストラリアゾーン、オープン。
- 1998年（平成10年）来園者数150万人達成。
- 1999年（平成11年）
  - 3月、ホームページ開設。
- 2000年（平成12年）自然体験ゾーン、オープン。
- 2001年（平成13年）
  - 9月、来園者数200万人達成。
- 2003年（平成15年）
  - 9月、セネガルショウノガンの国内初の人工繁殖に成功。後に繁殖賞受賞。
- 2004年（平成16年）
  - 10月、リスの小道、オープン。
- 2005年（平成17年）
  - 12月、ヒラタピパの国内初の繁殖に成功。後に繁殖賞を受賞。
- 2007年（平成19年）
  - 10月、夜間観察会（『ドリームナイト・アット・ザ・ズー』）開始。
- 2008年（平成20年）
  - 1月、来園者数300万人達成。
  - 4月、セネガルショウノガンの国内初の自然繁殖に成功。後に繁殖賞受賞。
- 2009年 (平成21年)
  - 4月、チンパンジーが双子を出産し、国内初の自然哺育を開始。
- 2010年（平成22年）野生動物保護棟（非公開施設）とバードリハビリケージ（一般公開施設）完成。
  - 4月、シロテナガザル舎内に「ギボンループタワー」が完成。
  - 7月、アナホリフクロウの新展示場完成。
  - 11月、ピクニック広場とキッズゾーン完成。
- 2011年（平成23年）
  - 4月、ゼネラルショウノガン新展示場完成。
- 2012年（平成24年）
  - 3月、動物科学館、リニューアルオープン。「メス」とされていたハシビロコウが「オス」と判明。
  - 6月、Facebook開始。
- 2013年（平成25年）
  - 4月、わんぱーくこうちアニマルランド、桂浜水族館と災害時における飼育動物の応急管理に関する協定書を締結。
- 2014年（平成26年）
  - 11月、来園者数400万人達成。
- 2017年（平成29年）
  - 10月、Instagram開始。
- 2018年（平成30年）
  - 9月、トリップアドバイザー2位。
- 2019年（平成31年）
  - 4月、Twitter開始。
  - 9月、2013年に生まれたチンパンジー専用の運動場完成。
  - 10月、トリップアドバイザー1位。
- 2020年（令和2年）
  - 8月、トリップアドバイザー1位（2年連続）。
  - 12月、来園者数500万人達成。
- 2021年（令和3年）
  - 7月、ちびっこ噴水完成。

## 園内
- どうぶつ科学館
- こども動物園
  - プレーリードッグ、ミゼットポニー、野間馬、モルモット、ポーラッドロップ
  - フンボルトペンギン、ジェンツーペンギン、アナホリフクロウ
- リスの小道
  - ニホンリス
- 温帯の森
  - マガモ、ツクシガモ、オシドリ、インドガン
  - ユーラシアカワウソ、コツメカワウソ、ケープツメナシカワウソ
  - アメリカビーバー、シセンレッサーパンダ、カリフォルニアアシカ、カピバラ
- 熱帯の森
  - チンパンジー、シロテテナガザル、ワオキツネザル、キンカジュー
  - エジプトルーセットコウモリ、メンフクロウ、チリーフラミンゴ、ベニイロフラミンゴ
- アフリカ・オーストラリアゾーン
  - アミメキリン、グラントシマウマ、マンドリル、ミーアキャット、ブチハイエナ、シロオリックス[6]
  - オオカンガルー、アカクビワラビー、ロウバシガン、エミュー、ハシビロコウ
  - セネガルショウノガン、ケヅメリクガメ、パンケーキリクガメ、ボールニシキヘビ、パンサーカメレオン、エボシカメレオン、アルマジロトカゲ、ボールニシキヘビ
  - ダイオウサソリ
- ジャングルミュージアム - 日本初の全天候型完全室内施設
  - 中南米ゾーン
  - ミナミコアリクイ、フタユビナマケモノ、ヤブイヌ、アカハナグマ
  - オニオオハシ、
  - メガネカイマン、
  - ヒラリーカエルガメ、アカアシガメ
  - ベルツノガエル、マルメタピオガエル
  - 東南アジアゾーン
  - スナドリネコ[7]、ビントロング
  - コウラウン
  - ニシキマゲクビガメ、スッポンモドキ、ヒイロニシキヘビ、トッケイヤモリ、マングローブオオトカゲ
  - レッドテールキャット、ポタモトリゴン・モトロ、オキシドラス、レッドコロソマ、セイルフィンキャット、ピラニアナッテリー、ハチェット
  - シルバーアロワナ、アイスポットシクリッド、セイルフィンプレコ、ヒポストムス・プレコストムス、オスフロネムスグラミー、ダトニオイデス、アストロノータス
  - アジアアロワナ、クラウンローチ、パールグラミー、レッドテールブラックシャーク、コリドラス、リーフフィッシュ
  - アルジーイーター、カイヤン、ナイフフィッシュ、タイガーシャベルノーズ・キャット、ネオンテトラ
- バードリハビリケージ
- どんぐりポストあり（リス、ビーバー）[8][9]。

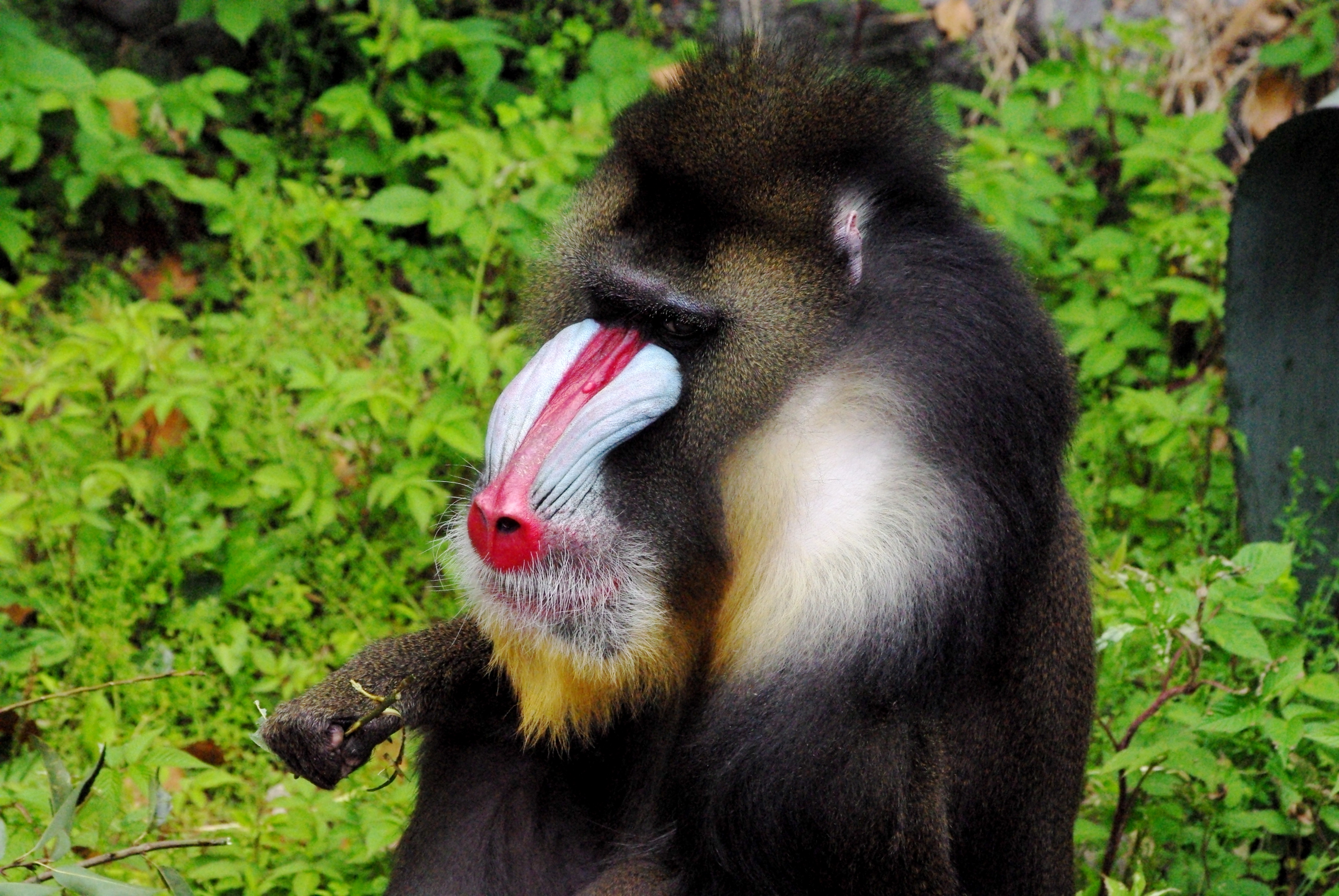
マンドリル
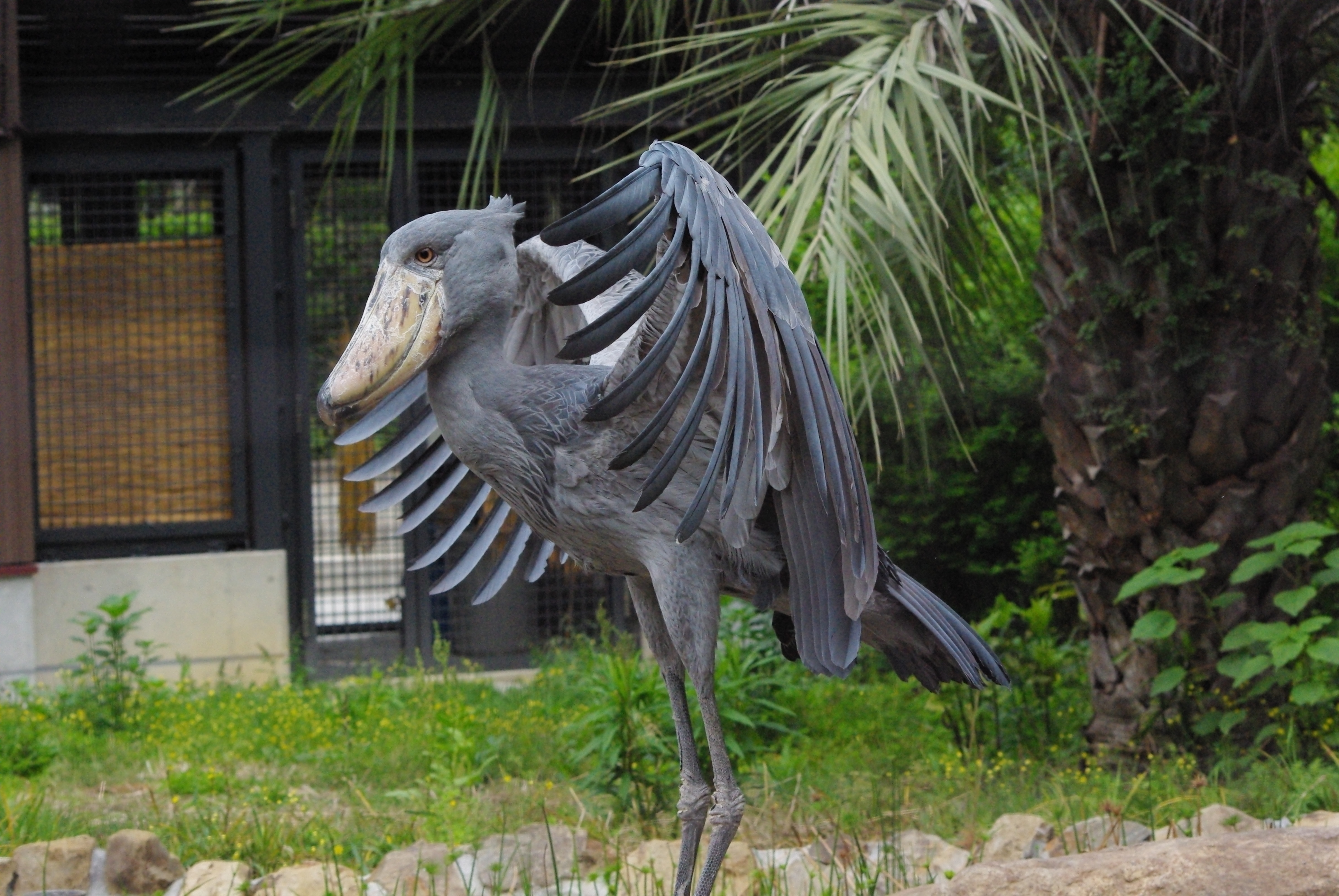
ハシビロコウ
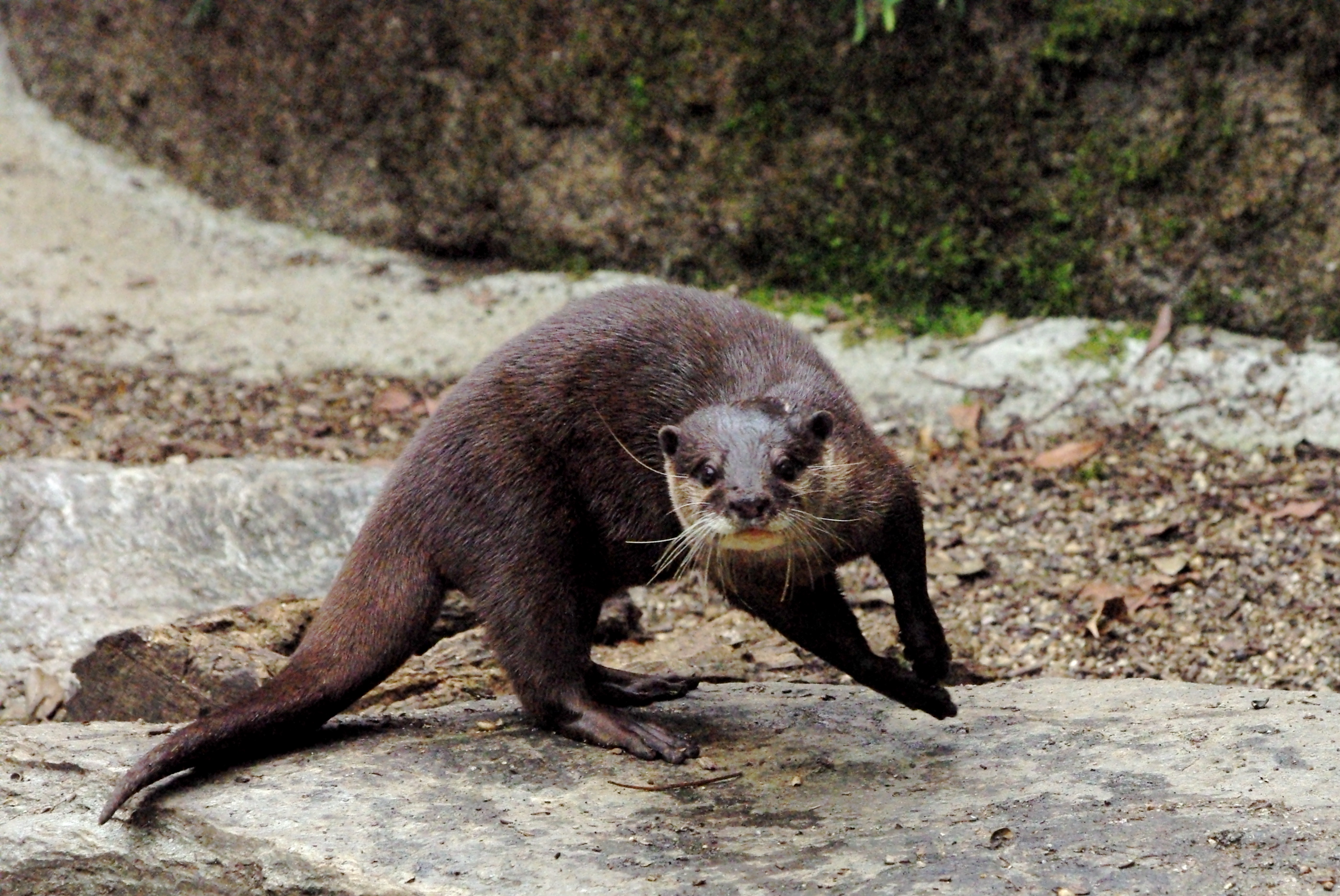
カワウソ
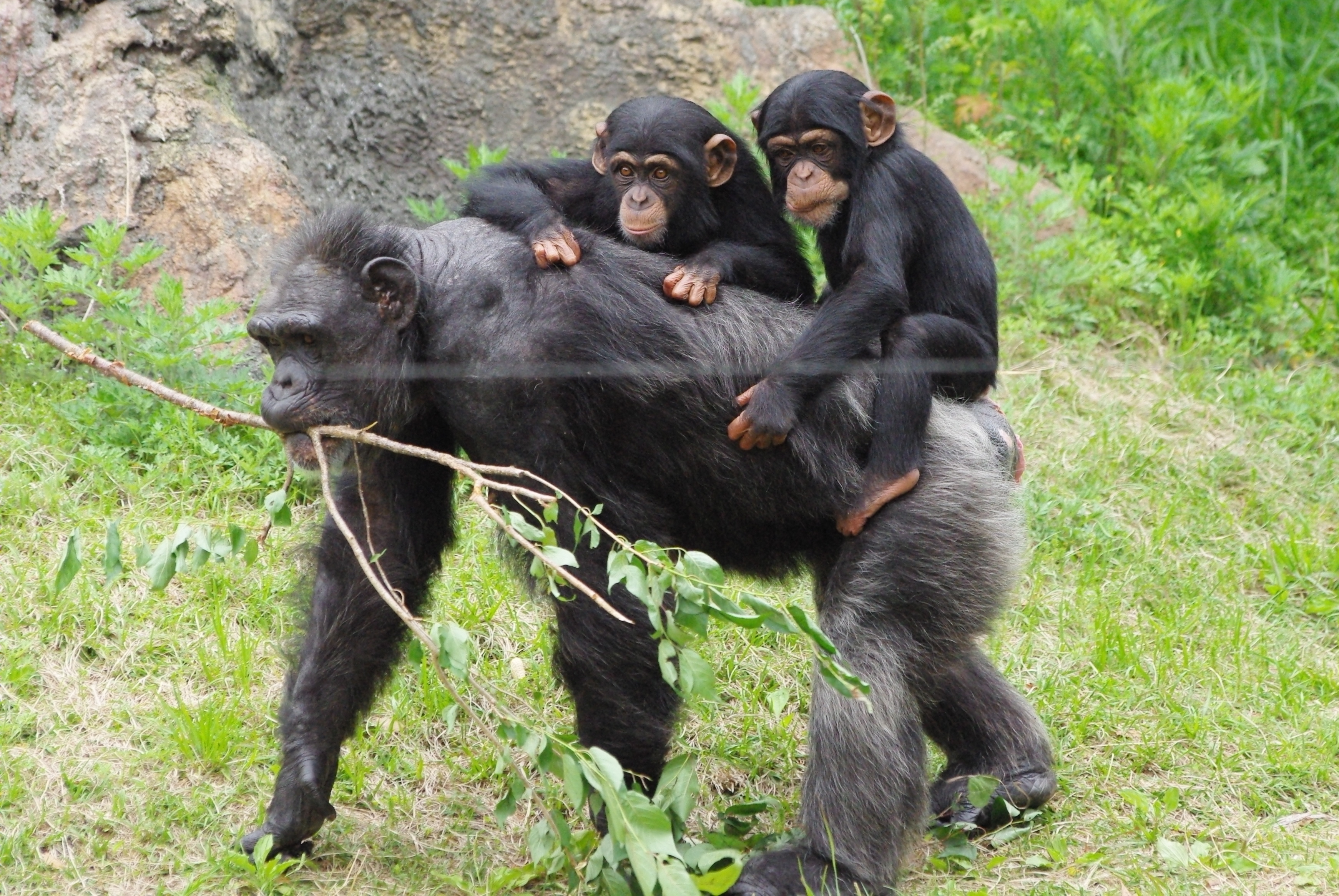
チンパンジー
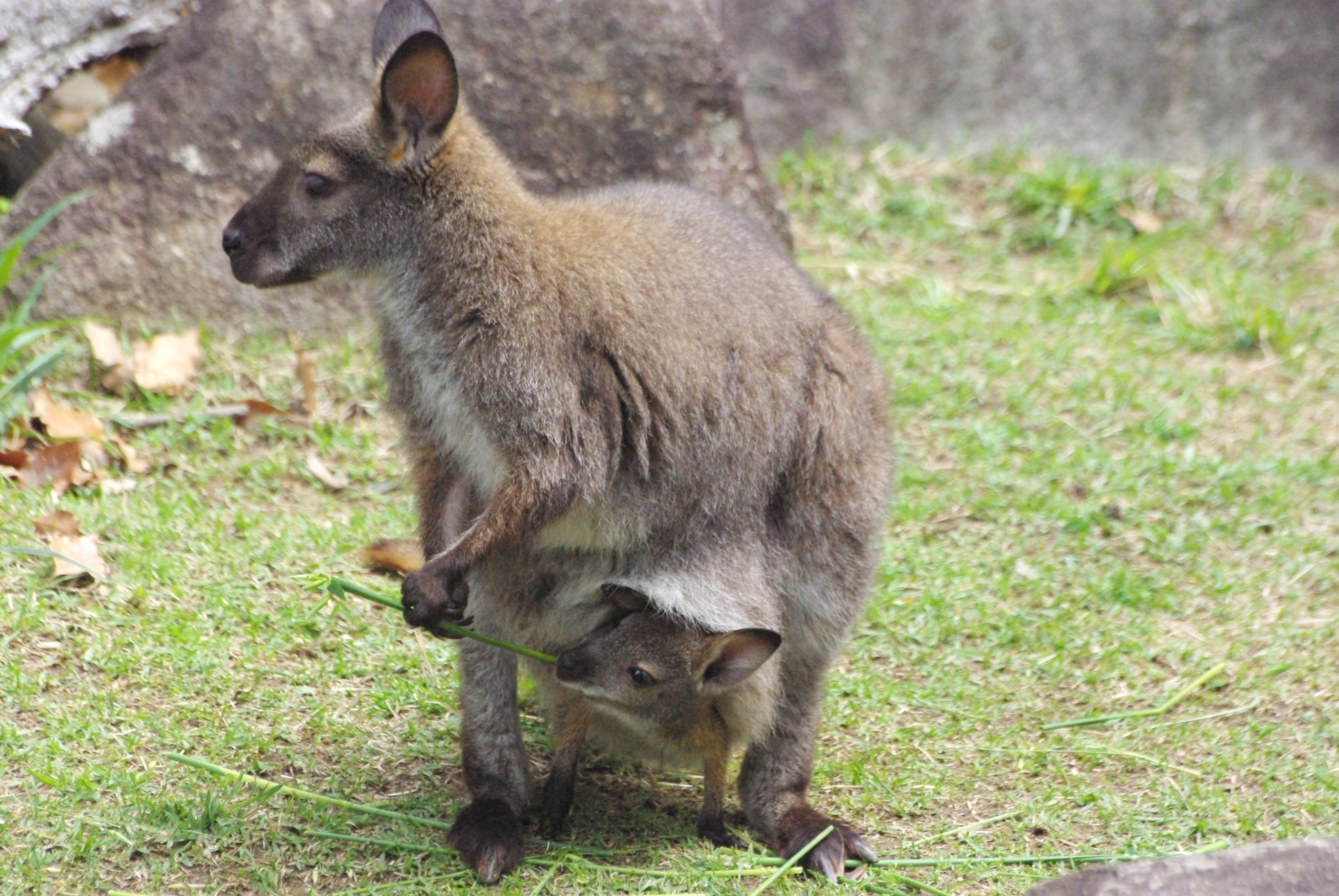
ワラビー

## かつて飼育していた動物
以下は『高知県立のいち動物園30周年記念誌 人も動物もいきいきと』による。
- 爬虫類
  - マルスッポン、マタマタ、グリーンイグアナ、ミズオオトカゲ
- 鳥類
  - ヒイロサンショウクイ、ムラサキカザリドリ、カンムリシャコ、オナガヒロハシ、イワトビペンギン、ヨーロッパフラミンゴ、ショウジョウトキ、サンショクキムネオオハシ、キビタイコノハドリ、オオホウカンチョウ、フサホロホロチョウ、マゼランペンギン、キングペンギン、ギンバシベニフウキンチョウ、カオジロガン、クロアカツクシガモ、アフリカハゲコウ、アカハラコノハドリ、コブハクチョウ、ホオジロオナガガモ、カナダガン、ハシビロガモ、ブンチョウ、アカハシハジロ、ルリコンゴウインコ
- 魚類
  - ピラルク
- 哺乳類
  - コリデール、ピグミーゴート、カナダカワウソ、アライグマ、コモンマーモセット、レッサースローロリス、オオアリクイ、オセロット、カナダヤマアラシ、ドウグロタマリン、ワタボウシタマリン、セーブルアンテロープ
- 両生類
  - ヒラタピパ

## 報道

### TV
- ザ・バックヤード 知の迷宮の裏側探訪（NHK教育テレビジョン） - 2023年（令和5年）7月26日、8月2日放送

## 近隣の観光地
- 四国自動車博物館
- 龍馬歴史館
- 大日寺
- 香美市立やなせたかし記念館
- 龍河洞